# Officinalis

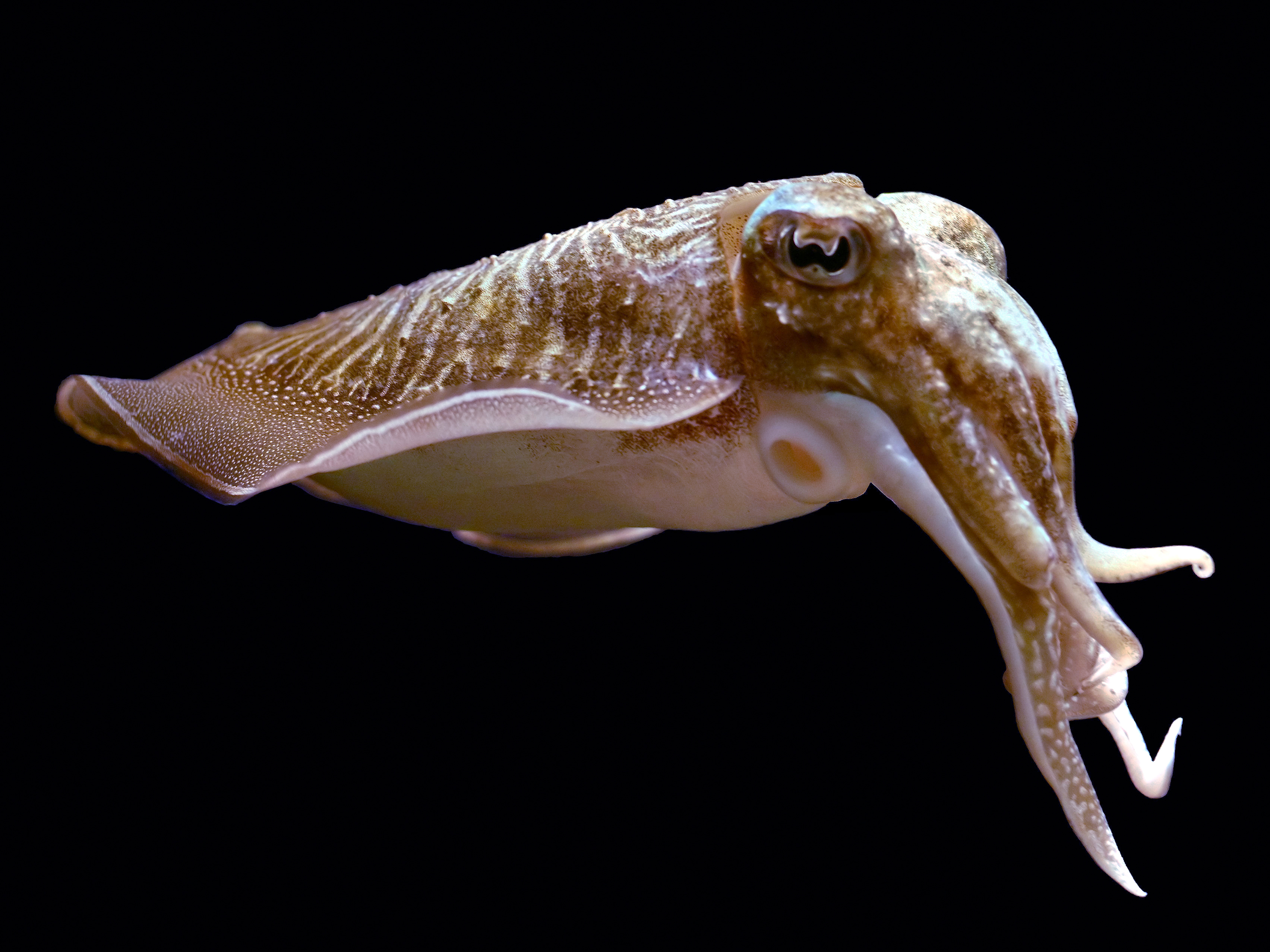
Sepia officinalis (inktvis)

Officinalis, of officinale, is een middeleeuws Latijns epitheton dat organismen – voornamelijk planten – aanduidt met toepassingen in de geneeskunde, kruidengeneeskunde en koken. Het komt vaak voor als een soortnaam, de tweede term van een tweedelige botanische naam. Officinalis wordt gebruikt om mannelijke en vrouwelijke zelfstandige naamwoorden te wijzigen, terwijl officinale wordt gebruikt voor onzijdige zelfstandige naamwoorden.

## Etymologie
Het woord officinalis betekent letterlijk 'van of behorend tot een officīna', de opslagruimte van een klooster, waar medicijnen en andere benodigdheden werden bewaard.  Officīna was een samentrekking van opificīna, van opifex (gen. opificis) 'werker, maker, doener' (uit opus 'werk') + -fex, -ficis, 'iemand die doet', van facere 'doen, presteren'.  Toen Linnaeus het binominale nomenclatuursysteem uitvond, gaf hij de specifieke naam officinalis in de 1e editie van zijn Systema Naturae uit 1735, aan planten (en soms dieren) met een bewezen medicinaal, culinair of ander gebruik. 

## Soort
- Althaea officinalis
- Anchusa officinalis
- Asparagus officinalis
- Avicennia officinalis
- Bistorta officinalis
- Borago officinalis
- Buddleja officinalis
- Calendula officinalis
- Cinchona officinalis
- Cochlearia officinalis
- Corallina officinalis
- Cornus officinalis
- Cyathula officinalis
- Cynoglossum officinale
- Euphrasia officinalis
- Fumaria officinalis
- Galega officinalis
- Gratiola officinalis
- Guaiacum officinale
- Hyssopus officinalis
- Jasminum officinale
- Laricifomes officinalis
- Levisticum officinale
- Lithospermum officinale
- Magnolia officinalis
- Melilotus officinalis
- Melissa officinalis
- Morinda officinalis
- Nasturtium officinale
- Paeonia officinalis
- Parietaria officinalis
- Pulmonaria officinalis
- Rheum officinale
- Rosa gallica 'Officinalis'
- Salvia officinalis
- Sanguisorba officinalis
- Saponaria officinalis
- Scindapsus officinalis
- Sepia officinalis
- Sisymbrium officinale
- Spongia officinalis
- Stachys officinalis
- Styrax officinalis
- Symphytum officinale
- Taraxacum officinale
- Valeriana officinalis
- Verbena officinalis
- Veronica officinalis
- Zingiber officinale